# Долженко, Виктор Иванович
Виктор Иванович Долженко (род. 29 августа 1953, г. Мукден, КНР) — российский учёный, специалист по защите растений и экотоксикологии.
Академик РАН (2013), РАСХН (2010), доктор сельскохозяйственных наук (2004), профессор. Заместитель директора по научной работе (с 1996) Всероссийского научно-исследовательского института защиты растений (ВИЗР), также с 2002 года руководитель Центра биологической регламентации использования пестицидов ВИЗР. В стенах ВИЗР — со времени окончания вуза в 1976 году. Выпускник Санкт-Петербургского аграрного университета, где ныне (с 2002) заведующий кафедрой, профессор.

## Биография
Окончил Ленинградский ордена Трудового Красного Знамени сельскохозяйственный институт — ныне Санкт-Петербургский государственный аграрный университет (1976), учёный агроном по защите растений.
Затем с 1976 по настоящее время во ВНИИ защиты растений, где прошёл путь от агронома до заместителя директора по научной работе (с 1996), также (с 2002) руководитель там Центра биологической регламентации использования пестицидов; в ВИЗР учился в аспирантуре (1977—1980), руководил лабораторией (1987—1990) и отделом (1991—2002).
Также с 2002 г. заведующий кафедрой химической защиты растений и экотоксикологии альма-матер, профессор.
В 2009—2014 гг. академик-секретарь Отделения защиты и биотехнологии растений Россельхозакадемии. С 2014 г. член бюро Отделения сельскохозяйственных наук Российской академии наук.
В рамках научной школы «Химическая защита растений» подготовлено 11 кандидатов и 1 доктор наук.
С 2024 года возглавляет объединённый научный совет СПбО РАН по агробиотехнологиям и продовольственной безопасности.
Член редколлегии журнала «Садоводство и виноградарство», входит в научно-редакционный совет журнала «Известия Санкт-Петербургского государственного аграрного университета».
Награждён медалью «В память 300-летия Санкт-Петербурга».
Опубликовал около 500 научных трудов, 15 монографий.